# Magnolia persuaveolens
Espèce
Statut de conservation UICN

 LC  : Préoccupation mineure
Magnolia persuaveolens est une espèce de plantes à fleurs de la famille des Magnoliacées. C'est un arbre endémique de Malaisie.

## Description
C'est un arbre.

## Répartition et habitat
Cette espèce est endémique de Malaisie où elle est présente uniquement dans la province du Sabah sur l'île de Bornéo.

## Liste des sous-espèces et variétés
Selon World Checklist of Selected Plant Families (WCSP) (31 décembre 2013) :
- Magnolia persuaveolens Dandy (1928)
  - sous-espèce Magnolia persuaveolens subsp. persuaveolens
  - sous-espèce Magnolia persuaveolens subsp. rigida Noot. (1987)

Selon The Plant List (31 décembre 2013) :
- sous-espèce Magnolia persuaveolens subsp. rigida Noot.

Selon Tropicos (31 décembre 2013) (Attention liste brute contenant possiblement des synonymes) :
- sous-espèce Magnolia persuaveolens subsp. persuaveolens
- sous-espèce Magnolia persuaveolens subsp. rigida Noot.
- variété Magnolia persuaveolens var. pubescens Noot.
- variété Magnolia persuaveolens var. rigida Noot.